# Sancey-le-Grand
Sancey-le-Grand is een plaats en voormalige gemeente in het Franse departement Doubs in de regio Bourgogne-Franche-Comté en telt 1021 inwoners (1999). De plaats maakt deel uit van het arrondissement Montbéliard.

## Geschiedenis
De gemeente maakte deel uit van het kanton Clerval totdat dit op 22 maart 2015 werd opgeheven en de gemeenten werden opgenomen in het op die dag gevormde kanton Bavans. Op 1 januari 2016 fuseerde Sancey-le-Grand met de buurgemeente Sancey-le-Long tot de commune nouvelle Sancey.
De oude naam van het dorp is Sancey-l'Eglise, wat verwijst naar de Église Saint-Martin. De kerk met zijn retabels is historisch erfgoed van Frankrijk.

## Geografie
De oppervlakte van Sancey-le-Grand bedraagt 23,7 km², de bevolkingsdichtheid is 43,1 inwoners per km².
De onderstaande kaart toont de ligging van Sancey-le-Grand met de belangrijkste infrastructuur en aangrenzende gemeenten.

## Demografie
Onderstaande figuur toont het verloop van het inwonertal (bron: INSEE-tellingen).